# Ruislip
Ruislip es un barrio del municipio londinense de Hillingdon. Se encuentra a unos 23 km (14 mi) al noroeste de Charing Cross, Londres, Reino Unido. Según el censo de 2011 contaba con una población de 31 000 habitantes.